# Осово (Березинский сельсовет)
Осово (бел. Восава) — деревня в Березинском районе Минской области Беларуси. Входит в состав Березинского сельсовета.

## География
Деревня находится в восточной части Минской области, к северу от реки Уши, при автодороге Н-8004, на расстоянии приблизительно 19 километров (по прямой) к северо-западу от города Березино, административного центра района. Абсолютная высота — 166 метров над уровнем моря. Площадь населённого пункта — 0,3618 км².

## История
В 1897 году входила в состав Игуменского уезда Минской губернии, насчитывалось 10 дворов и 94 жителя.
По состоянию на 1909 год, в Осовке имелся 21 двор и проживало 130 человек. В административном отношении деревня входила в состав Беличанской волости.
В 1932 году, в ходе проведения коллективизации, был образован колхоз «Вторая пятилетка».
До 28 мая 2013 года деревня входила в состав Ушанского сельсовета.

## Население
По данным переписи 2019 года, в деревне проживало 45 человек.
| Год  | Население, человек |
| ---- | ------------------ |
| 1897 | 94                 |
| 1909 | ↗ 130              |
| 1917 | ↗ 154              |
| 1940 | ↗ 158              |
| 2003 | ↘ 79               |
| 2008 | ↘ 69               |
| 2009 | ↘ 57               |
| 2019 | ↘ 45               |